# ヒカルポーラ
ヒカルポーラは日本の競走馬。史上初めて春の天皇賞と宝塚記念を同一年度に制覇した。

## 来歴

### 3歳 - 4歳（1961年 - 1962年）
ヒカルポーラは、ポーラ化粧品大阪支店長であった坪田喜之助の持ち馬として、1961年10月8日、厩舎のある阪神競馬場（以下、阪神）でデビュー（6着）、2戦目となる10月29日の新馬戦（阪神）で勝利した。4戦目となる12月9日のオープン（阪神）より、当時、当馬が所属する佐藤勇厩舎の騎手で、21歳だった高橋成忠に鞍上が替わり、同レースを勝って2勝目を挙げた。しかしその後はなかなか勝ちきれず、1962年の春のクラシック戦線に加わることはできなかった。1962年5月20日のオープン（京都競馬場。以下、京都）で3勝目を挙げ、阪急杯、毎日杯（いずれも阪神）をそれぞれ3、2着した後、7月29日の函館記念（当時はオープン特別扱い）を7番人気ながらも勝利した。
10月21日の神戸杯では、1番人気のリユウフオーレルに半馬身差まで詰め寄り2着に入った。その後行われた11月4日の朝日チャレンジカップでは、主戦の高橋が自厩舎に所属するルボツク（5着）に騎乗するため、栗田勝の代打騎乗となったが、リユウライトに次いで2着となり、11月25日の菊花賞に出走した。
菊花賞は10番人気という低評価だったが、リユウフオーレル（2着）とともに直線に入って猛然と追い込み、優勝のヒロキミ、フオーレルにわずかに及ばなかったものの3着と健闘した。その後、12月22日のオープン（阪神）で人気に応えて勝ったものの、脚を骨折したため、長期休養を余儀なくされた。

### 5歳 - 7歳（1963年 - 1965年）
レース復帰は1963年10月13日のオープン（阪神）となり2着、復帰2戦目となる10月26日のオープン（阪神）を勝ち、その後、11月23日に行われる天皇賞を目指し東上した。前哨戦となる11月9日のオープン（東京）を勝ち、天皇賞では、同年の宝塚記念を制覇したリユウフオーレルに次いで2番人気に推された。レースは直線に入ってリユウフオーレルとの一騎討ち状態となったが、クビ差及ばず2着に敗れた。なお、リユウフオーレルは3分22秒7のレコードタイムをマークした。
ここまでいまだ重賞勝ちがなかった本馬だったが、12月15日の阪神大賞典において、ブービー人気のモトイチをアタマ差退け、重賞勝利馬となった。
1964年、年初より3つの重賞に出走したものの、1勝もできなかった本馬だが、4月29日の天皇賞では、前年の二冠馬でリユウフオーレルと年度代表馬を分け合ったメイズイ、コウライオーに次ぐ3番人気に支持された。レースは、中盤あたりからメイズイが先頭に立ち、これを追う形でコウライオーが続き、本馬は中団あたりに位置して直線に入った。直線では、コウライオーを突き放したメイズイがそのまま逃げ込みを図るところを外から追い込み、ゴール直前でメイズイを差し切り、第49回の天皇賞を勝利した。
その後、6月14日のオープン（阪神）を勝ち、7月5日の宝塚記念では、リユウフオーレルと4度目の対決となった。このレースのあとリユウフオーレルはワシントンDCインターナショナルに出走することが決まっており、直接対決はこれが事実上最後であった。しかしレースは牝馬のパスポートのしぶとい逃げに2頭ともてこずる展開となった。直線に入って伸びきれないリユウフオーレルに対し、本馬はパスポートとついに馬体を併せ、最後は並んでゴール、わずかにハナ差退け、史上初の春の天皇賞、宝塚記念の同一年度制覇を果たした。
リユウフオーレル、メイズイを下した本馬は宝塚記念の後も3戦勝利し、7連勝をかけて12月27日の有馬記念に出走した。この年史上2頭目の三冠馬となったシンザンが出走しなかったため、断然の1番人気に支持された。しかし、同年の秋の天皇賞馬であるヤマトキヨウダイに1秒差をつけられる5着と完敗した。この敗戦がたたり、最優秀5歳以上牡馬の座もヤマトキヨウダイに譲る形となった。
1965年、シンザンと直接対決する機会が3回訪れたが、いずれも敗退した。この年は11月27日の秋の京都記念の1勝のみで、引退レースとなった12月26日の第10回有馬記念では、同じくこれがラストランとなったシンザンの6着に終わった。
引退後、種牡馬となり、南関東公営競馬で重賞を5勝したマルイチキングらを輩出した。

## 血統表
| ヒカルポーラの血統（ボワルセル系 / Gainsborough 4x5=9.38%） | ヒカルポーラの血統（ボワルセル系 / Gainsborough 4x5=9.38%） | ヒカルポーラの血統（ボワルセル系 / Gainsborough 4x5=9.38%） | （血統表の出典）        | （血統表の出典） |
| 父 *ヒンドスタン Hindostan 1946 黒鹿毛 イギリス             | 父の父Bois Roussel 1935 青鹿毛 フランス                     | Vatout                                                      | Prince Chimay           | Prince Chimay    |
| 父 *ヒンドスタン Hindostan 1946 黒鹿毛 イギリス             | 父の父Bois Roussel 1935 青鹿毛 フランス                     | Vatout                                                      | Vashti                  |                  |
| 父 *ヒンドスタン Hindostan 1946 黒鹿毛 イギリス             | 父の父Bois Roussel 1935 青鹿毛 フランス                     | Plucky Liege                                                | Spearmint               | Spearmint        |
| 父 *ヒンドスタン Hindostan 1946 黒鹿毛 イギリス             | 父の父Bois Roussel 1935 青鹿毛 フランス                     | Plucky Liege                                                | Concertina              |                  |
| 父 *ヒンドスタン Hindostan 1946 黒鹿毛 イギリス             | 父の母Sonibai 1939 鹿毛 イギリス                            | Solario                                                     | Gainsborough            | Gainsborough     |
| 父 *ヒンドスタン Hindostan 1946 黒鹿毛 イギリス             | 父の母Sonibai 1939 鹿毛 イギリス                            | Solario                                                     | Sun Worship             |                  |
| 父 *ヒンドスタン Hindostan 1946 黒鹿毛 イギリス             | 父の母Sonibai 1939 鹿毛 イギリス                            | Udaipur                                                     | Blandford               | Blandford        |
| 父 *ヒンドスタン Hindostan 1946 黒鹿毛 イギリス             | 父の母Sonibai 1939 鹿毛 イギリス                            | Udaipur                                                     | Uganda                  |                  |
| 母 アマクサ 1952 栗毛 日本                                  | 母の父トシシロ 1940 栗毛 日本                               | *ダイオライト Diolite                                       | Diophon                 | Diophon          |
| 母 アマクサ 1952 栗毛 日本                                  | 母の父トシシロ 1940 栗毛 日本                               | *ダイオライト Diolite                                       | Needle Rock             |                  |
| 母 アマクサ 1952 栗毛 日本                                  | 母の父トシシロ 1940 栗毛 日本                               | 月城                                                        | Campfire                | Campfire         |
| 母 アマクサ 1952 栗毛 日本                                  | 母の父トシシロ 1940 栗毛 日本                               | 月城                                                        | *星旗                   |                  |
| 母 アマクサ 1952 栗毛 日本                                  | 母の母ライト 1944 鹿毛 日本                                 | ハクリユウ                                                  | ラシデヤー              | ラシデヤー       |
| 母 アマクサ 1952 栗毛 日本                                  | 母の母ライト 1944 鹿毛 日本                                 | ハクリユウ                                                  | フロリスト              |                  |
| 母 アマクサ 1952 栗毛 日本                                  | 母の母ライト 1944 鹿毛 日本                                 | 花電                                                        | *タラツプ               | *タラツプ        |
| 母 アマクサ 1952 栗毛 日本                                  | 母の母ライト 1944 鹿毛 日本                                 | 花電                                                        | *メイビイソウ F-No.27-a |                  |